# Mychajliwka (rejon berysławski)
Mychajliwka (ukr. Михайлівка) – wieś na Ukrainie, w obwodzie chersońskim, w rejonie berysławskim. W 2001 liczyła 1209 mieszkańców, spośród których 1187 posługiwało się językiem ukraińskim, 19 rosyjskim, a 3 białoruskim.